# Матео Аикарди
Матео Аикарди (итал. Matteo Aicardi; Финале Лигуре, 19. април 1986) је италијански ватерполиста. У прошлој сезони играо је за италијански клуб РН Савона. Са репрезентацијом Италије освојио је Светско првенство у ватерполу 2011. у Шангају.